# Smarties

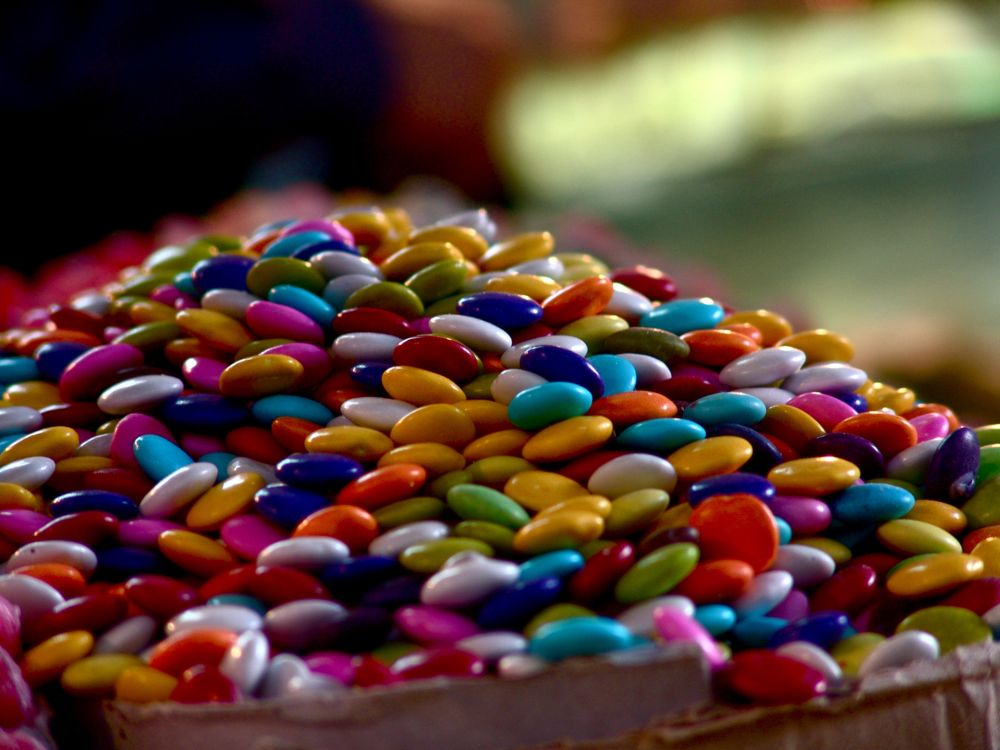
Smarties

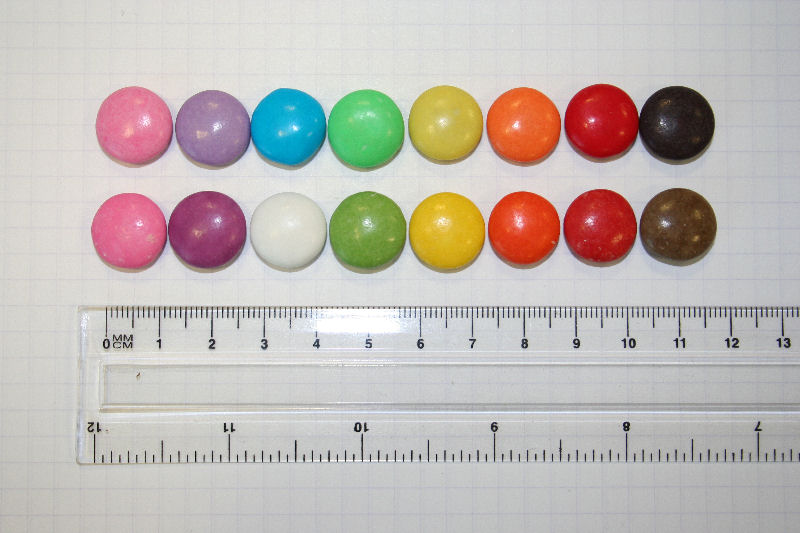
Nach Farbe sortiert

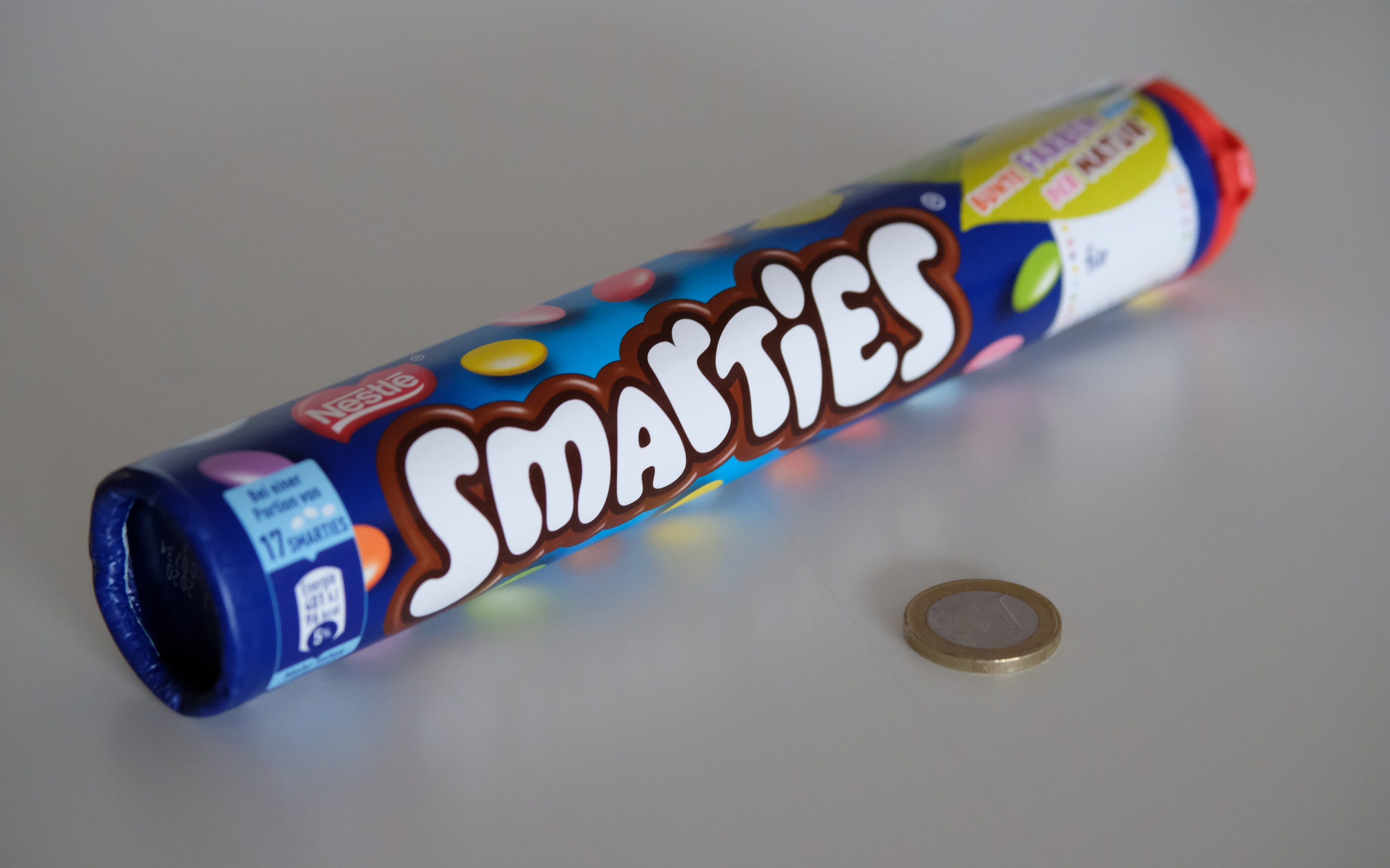
Smarties Riesenrolle mit 1-Euro-Stück als Größenvergleich

Smarties ist ein Markenname, unter dem Nestlé bunte, mit Zucker umhüllte Schokolinsen herstellt. Die einzelne Linse wird als Smartie bezeichnet. Die linsenförmigen Dragées von etwa einem Zentimeter Durchmesser bestehen aus Schokolade und haben einen etwas härteren, bunten Überzug.

## Geschichte
1937 von Rowntree  im Vereinigten Königreich erstmals produziert, kamen Smarties etwa 25 Jahre später auch in Westdeutschland, Frankreich, Italien, den Niederlanden und Belgien auf den Markt. Bis 1958 gab es vier Sorten: Kaffee-, Orange-, Milch-Schokolade und Dunkle Schokolade. Der britische Hersteller Rowntree MackIntosh wurde 1988 von Nestlé aufgekauft, die deutsche Rowntree MacIntosh GmbH mit ihrem Werk in Hamburg-Wandsbek ein Jahr später. Kurz danach wurde das Produkt als „Nestlé Smarties“ vertrieben. Seit Ende 2006 werden keine künstlichen Lebensmittelfarbstoffe mehr für die Hülle verwendet. Seit Januar 2021 werden Smarties ausschließlich in Papierverpackungen verkauft.

## Produkt
Vor 1998 wurden Smarties in Normalgröße in „Riesenrollen“, normalen Rollen und Minipackungen verkauft. Seit 1998 werden in den Minipackungen kleinere Dragees verkauft, die nur ein Drittel der Normalgröße haben. Außerdem gibt es Fruity Smarties (ähnlich wie die Fruchtdragees Skittles), welche anfangs in Riesenrollen verkauft wurden und mit einem Fruchtgelee gefüllt waren. Es gibt diese Variante auch mit Gummibären in Faltschachteln verpackt.
Für den englischen Markt werden außerdem orangefarbene Smarties mit Orangengeschmack hergestellt.

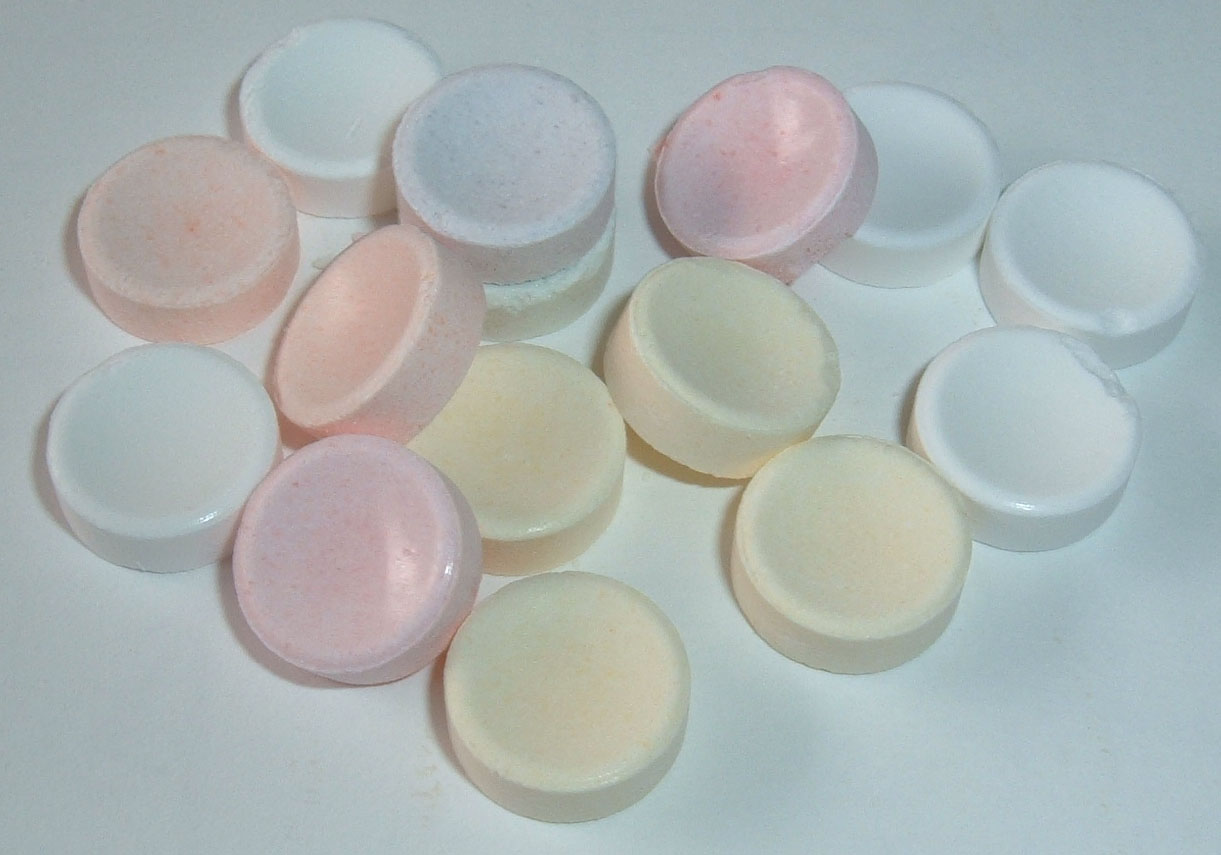
Smarties von Smarties Candy Company aus den USA

In den USA werden unter Smarties Fruchtbonbons des Unternehmens Smarties Candy Company verstanden, die eine konkave Form besitzen und keine Schokolade enthalten. Außerhalb der USA wird dieses Produkt von Smarties Candy Company als Rockets vermarktet.
In Deutschland werden die Smarties unter dem von Kinderstimmen gesungenen Slogan „Viele, viele bunte Smarties“ z. B. im Fernsehen beworben.
Ein Konkurrenzprodukt zu den Smarties sind die M&M’s, die vom Nestlé-Wettbewerber Mars Inc. vermarktet werden.

## Farben
Jedes Dragée hat in den deutschsprachigen Ländern eine der acht Farben rot, orange, gelb, grün, blau, mauve, pink oder braun. Es kann auch weniger Farben geben. In einigen Ländern wurden die blauen Dragées ab 2006 vorübergehend durch weiße ersetzt, weil blau als natürlicher Farbstoff nicht verfügbar war. Blaue Smarties waren erstmals 1988 als Sonderedition produziert worden. 1989 war der hellbraune Überzug durch Blau ersetzt worden. Dabei handelte es sich um künstliche Lebensmittel-Farbstoffe, aber im Jahr 2006 beschloss Nestlé, diese durch natürliche zu ersetzen, da die künstlichen in Verdacht standen, schädlich zu sein. Obwohl das Unternehmen Ersatz für die meisten Farben fand, konnte kein natürlicher Farbstoff für das Blau gefunden werden, so dass die Rollen in dieser Zeit keine blauen Smarties enthielten. Nachdem ein natürlicher blauer Farbstoff aus dem Cyanobakterium Spirulina gefunden wurde, kehrte das Blau 2008 zu den Smarties zurück.

## Nestlé Smarties Book Prize
Der vom Hersteller gestiftete Nestlé Smarties Book Prize war ein Literaturpreis für Kinderbücher, der von 1985 bis 2007 jährlich verliehen wurde.